# William Roxburgh
William Roxburgh (29 de junio de 1759, Underwood, Craigie (Ayrshire) - 10 de abril de 1815, Edimburgo) fue un médico y botánico escocés, llamado el padre de la Botánica de la India.
Estudia medicina en Edimburgo y se emplea de cirujano de a bordo de navíos de la Compañía Británica de las Indias Orientales a los 17 años, completando dos viajes al oriente, hasta los 21.
En Edimburgo, también estudia botánica con John Hope.
Se instala como cirujano asistente, contratado por el "Madras Medical Service" en Madras, y sigue interesado en la botánica. Hace rápidos progresos en esa disciplina y adquiere reputación. La "East India Company" reconoce sus conocimientos botánicos y lo hace superintendente en el "Jardín Samalkot" en "Northern Circars", en 1781. Allí conduce experiencias de botánica económica. Emplea artistas nativos para ilustrar plantas, realizando 700 ilustraciones para 1790. Poco tiempo después, es invitado por el gobernador de Bengala a tomar la dirección del Jardín botánico de Calcuta, y después será sucedido por Francis Buchanan-Hamilton (1762-1829). Hace un catálogo del Jardín en 1814 - Hortus Bengalensis.
Fue miembro de la Sociedad Asiática de Historia Natural, y fue publicando numerosos artículos sobre vegetales, y además sobre insectos de la laca, de homópteros Coccoidea de la familia Tarchardiidae.
En 1805, recibe la medalla de oro de la Society for the Promotion of Arts para recompensarlo por su serie de publicaciones sobre las producciones de Asia. En 1803, recibe una segunda medalla dorada por una comunicación sobre el crecimiento de los árboles en India. Hacia 1814, una tercera recompensa, en presencia de una gran asamblea, de manos del duque de Norfolk, que era presidente de la Sociedad de Artes. Poco después de esos honores, retorna a Edimburgo donde fallece.
En 1820, William Carey (1761-1834) publica su obra póstuma con el primer volumen de su Flora Indica ; or Descriptions of Indian Plants. En 1824, Carey edita el segundo volumen enriquecido por anotaciones del botánico Nathaniel Wallich (1786-1854).
- La abreviatura «Roxb.» se emplea para indicar a William Roxburgh como autoridad en la descripción y clasificación científica de los vegetales.[1]